# Greystead
Greystead è un villaggio e parrocchia civile dell'Inghilterra, appartenente alla contea del Northumberland.